# Oosteeklo
Oosteeklo is een landelijk dorp in de Belgische provincie Oost-Vlaanderen en een deelgemeente van Assenede, het was een zelfstandige gemeente tot aan de gemeentelijke herindeling van 1977.

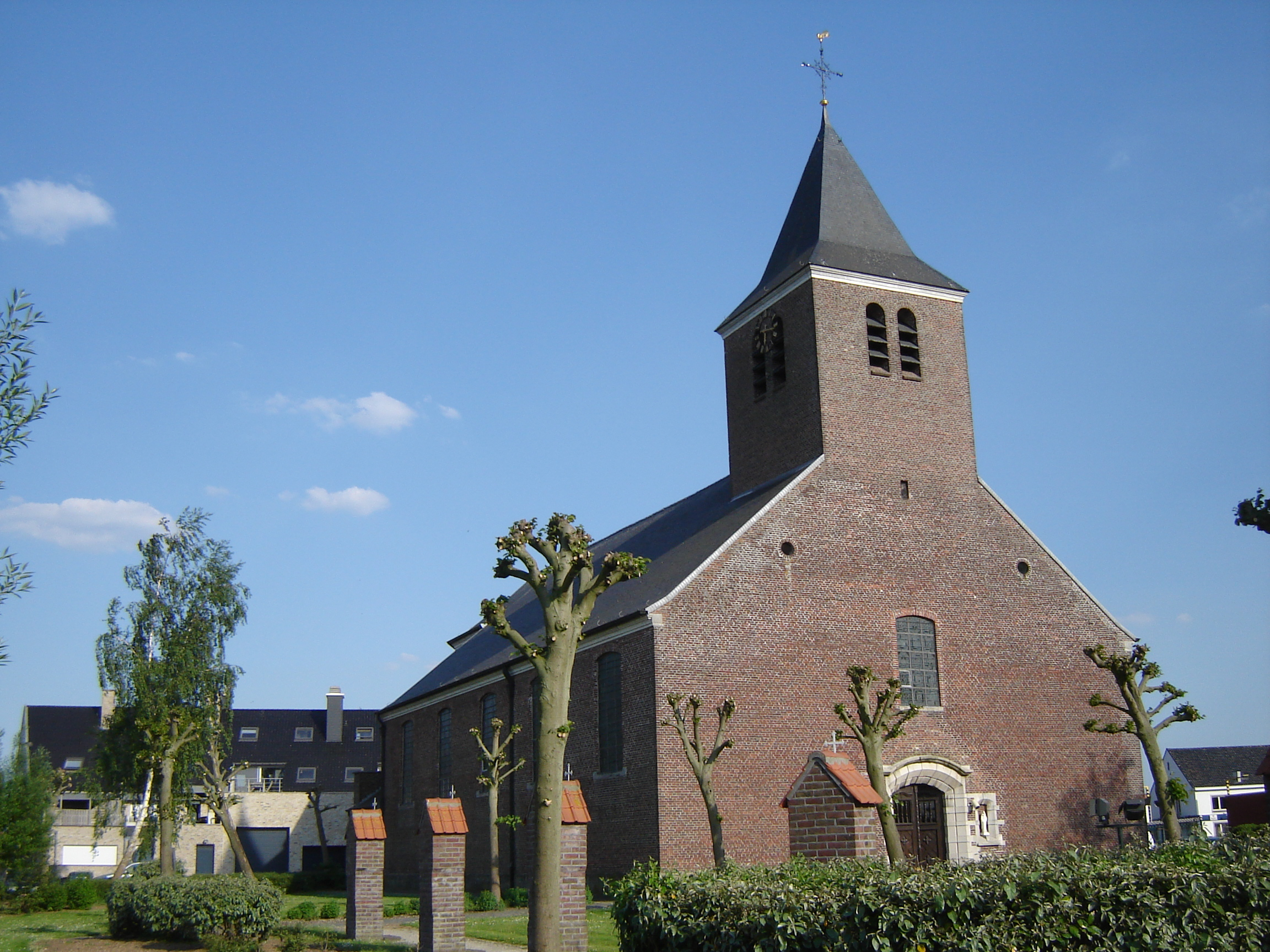
Heilig Kruis en Onze-Lieve-Vrouwekerk

Oosteeklo maakt deel uit van het Meetjesland. De kerk ligt 9 meter boven de zeespiegel.
Oosteeklo is altijd een relatief klein dorp geweest. maar in het gewestplan werd ruimte rondom Oosteeklo als woninguitbreidingsgebied ingekleurd.  De A11 (Antwerpen-Brugge) loopt door het noorden van de gemeente. Oosteeklo grenst onder meer aan Bassevelde, Assenede, Ertvelde, Sleidinge en Lembeke.

## Etymologie
De herkomst van de naam Oosteeklo ligt in Eeklo. Deze naam kan gesplitst worden in twee delen: eke en lo. Het eerste deel verwijst naar de eik, terwijl lo een bosje van verspreide begroeiing van struiken en bomen aanduidt. De naam Eeklo verwijst dus naar een bosje van verspreide eikenbomen, of een bosje dat gekenmerkt werd door een opvallende eik. Gelegen langs de weg boven op de zandrug die de streek doorkruist van west naar oost, vormde dit een duidelijk herkenningspunt voor de reizigers. Zo werd de benaming eke-lo een plaatsaanduiding. Dit Eeklo lag ten oosten van een stad die ook Eeklo heette. Daarom werd het bij wijze van onderscheid al snel Oosteeklo genoemd.

## Geschiedenis
Oosteeklo werd voor het eerst vermeld in 1228, als Eclo.

### Bestuurlijke geschiedenis
De vroegste geschiedenis van Oosteeklo hing samen met de ontwikkeling van de plaatselijke cisterciënzerinnenabdij die vermoedelijk omstreeks 1200-1225 werd gesticht. Mede dankzij deze abdij werd Oosteeklo ontgonnen. Oosteeklo ressorteerde in het ancien régime onder het ambacht Boekhoute dat op zijn beurt een onderdeel was van de Vier Ambachten. Het ambacht Boekhoute bestond uit Boekhoute, Bassevelde en Oosteeklo.
Op het einde van de 18de eeuw werden de vier Ambachten afgeschaft en werd de scheiding van kerk en staat doorgetrokken. Oosteeklo kreeg toen een onafhankelijk gemeentebestuur. De parochie Oosteeklo bestond al in 1261. In de 19de eeuw werd er door de gemeente een plaatselijke armentafel opgericht. Dit is een voorloper van het OCMW.

De meerderheid van de burgemeesters van Oosteeklo kwam uit de familie Roegiers en de familie Van Hecke. De eerste burgemeester heette Mallezie (eind 18de eeuw) en de laatste burgemeester heette Willy Roegiers (tot 1976). 
Toen er in de rond 1976 naar een fusiepartner moest gezocht worden werd er een fusie met Ertvelde overwogen. Uiteindelijk werd er beslist met Assenede, Bassevelde en Boekhoute te fuseren.

### Godsdiensttroebelen
In de 16e en 17e eeuw werd de streek meermaals geteisterd door oorlogen, honger en ziektes. Tijdens de Beeldenstorm rond 1577 werd een groot deel van de gemeente verwoest. De cisterciënzerinnenabdij werd grotendeels verwoest en de nonnen zagen zich genoodzaakt te definitief te verhuizen naar Gent. Vanaf dan werd het kasteeldomein een buitendomein van de zusters. In 1783 besloot abdis Victoria Van De Wiele een kasteel op de site te bouwen. Dit kasteel werd ten tijde van de Franse overheersing geconfisqueerd en openbaar verkocht. Na enkele eigenaarswissels werd het kasteel rond 1840 verkocht aan de burgemeestersfamilie Roegiers. Inmiddels was er al een jeneverstokerij bijgebouwd, die door de familie Roegiers zou omgevormd worden naar een bierbrouwerij. Rond 1917 werd op bevel van de Duitse bezetter het brouwen beperkt en besloten verschillende Meetjeslandse brouwers zich te verenigen in een collectief. Hieruit ontstond Brouwerij Krüger te Eeklo. De brouwactiviteiten op de site stopten, er bleef wel een drankenhandel. In het tweede decennium van de 21e eeuw werd het kasteel door de familie Roegiers verkocht.
De belangrijkste andere overblijfselen van de cisterciënzerinnen zijn een middeleeuws gasthuis in de buurt van de kasteelsite en een ingebouwd wapenschild uit 1683 in een dorpshuis.
Ook de kerk werd tijdens de Beeldenstorm vernield. Rond 1640 zou de kerk nog altijd niet hersteld geweest zijn.

### De kerk van Oosteeklo
De kerk van Oosteeklo is meermaals opnieuw gebouwd.  De huidige kerk dateert uit 1781 en is gebouwd met de plannen van Joannes Stockman, de toenmalige burgemeester van Lembeke. Er zijn veel overeenkomsten waar te nemen tussen de kerk van Oosteeklo en Lembeke.

### Bunkergordel
Tijdens WOI bunkergordels rond Antwerpen gebouwd ter bescherming van de stad. Dit staat beter bekend als de Hollandstelling.  De bunkers in Oosteeklo vormden de verste linie rond Antwerpen. Er zijn thans tussen de 15 en de 20 bunkers bewaard gebleven.
De bunkers, ter plaatse ook abri's genoemd, werden gebouwd met opgeëiste arbeidskrachten. De arbeiders werden vergoed, maar de grondeigenaars niet.
De bunkers hebben tijdens WO I en WO II geen militaire betekenis gehad, maar boden wel bescherming aan burgers tijdens beide oorlogen. Momenteel loopt een procedure om de bunkers te beschermen.

### Bominslag WO II
Een zware vliegtuigbominslag op de tram in de Stroomstraat maakte van 9 oktober 1943 een zwarte dag in de Oosteeklose geschiedenis. Er vielen welgeteld 22 doden. Later stierven nog eens 8 mensen aan de opgelopen verwondingen. Een kapelletje is een stille herinnering aan deze rampzalige dag.
Er is in 1943 ook een bominslag geweest in de Muikemstraat. Verschillende mensen stierven ten gevolge van de bom en de woningen liepen aanzienlijke schade op. Ook hier werd ter nagedachtenis een kapel opgericht.

## Demografische ontwikkeling
- Bronnen:NIS, Opm:1831 tot en met 1970=volkstellingen; 1976 = inwoneraantal op 31 december

## Bezienswaardigheden
- De Heilig Kruis en Onze-Lieve-Vrouwekerk
- De site van de Abdij van Oosteeklo

## Natuur en landschap
Oosteeklo ligt in Zandig Vlaanderen op een hoogte tot 8 meter. Ten zuiden van Oosteeklo zijn enkele bossen. Waterlopen zijn de Muurbosbeek, de Hollemeersbeek, de Moerbeek en de Bellenstroom.

## Geboren in Oosteeklo
- Nicolaas de Roover (1750 - 1833), monnik
- Petrus Pauwels-D'hondt (1852-1896), beeldhouwer
- Ivan Heylen (1946), zanger
- Martin Heylen (1956), tv-verslaggever

## Overige
- De bekende geestelijke en schrijver Antonius Sanderus (16-17e eeuw) is gedurende enkele jaren pastoor van Oosteeklo geweest. Hij schreef onder meer de Flandria Illustrata (1641). In dit boek werd een beschrijving gegeven van de geschiedenis van Vlaanderen, de dorpen en het bestuur.
- De tramlijn Bassevelde-Evergem werd op 2 juni 1956 afgeschaft.
- De kermis van Oosteeklo valt het eerste weekend na OLV Hemelvaart (15 augustus). Er is een jaarlijkse carnavalstoet rond halfvasten. Men organiseerde tweemaal een bloemenstoet. Daarnaast zijn er jaarlijks een aantal wijkkermissen, zoals de Rijkestraat kermis, Mannekensaarde kermis en vroeger ook Oosthoek kermis.
- Er is een ambachtelijke huisbrouwerij, Den Tseut. Daarnaast zijn er verschillende cafés (2022): De Pluim, Den Eikel, de Sloapmutse.
- De spotnaam van de Oosteeklonaars zijn de Varkens, in het lokale dialect Tseut'n. In het plaatselijke verenigingsleven wordt er vaak naar deze geuzennaam verwezen: de heemkundige vereniging heet de 'Orde van de Smoutpot', de voormalige 'orde van de Varkensblaas', de voormalige carnavalsvereniging 'De Zwevende Zeugen', de 'Vrienden van den Tseut vzw'. Ook de huisbrouwerij 'Den Tseut' brouwt enkele bieren die verwijzen naar het varken: Bras, De Krulstirt, Den Tseut, Den Beir enz.
- Een plaatselijk gerecht zijn 'terters' dat zijn klaargemaakte varkensachterpoten.
- Oosteeklo had twee molens. Een molen in de huidige Ertveldesteenweg en een molen in de Ledestraat. De tweede molen was in het Ancien Régime eigendom van de abdij van Oosteeklo. Beide molens zijn afgebroken.
- In 1976 werd het nieuwe kerkhof ingehuldigd in de Oosthoek, die het kerkhof rond de kerk moest vervangen.

## Nabijgelegen kernen
Lembeke, Bassevelde, Assenede, Ertvelde, Kluizen